# Betano
Betano (conocido como Stoiximan en Grecia), es una casa de apuestas deportivas griega con sede en Atenas. Es un grupo de apuestas propiedad de KGIL. Patrocina clubes como Aston Villa, Olympiakos, Panathinaikos, PAOK, Sporting CP, Benfica, FC Oporto, Universitatea Craiova, FCSB, APOEL de Nicosia, Apollon Limassol, Brøndby IF, Atlético Mineiro, River Plate y Flamengo.

## Equipos y torneos patrocinados

### Torneos
- Liga Profesional[3]
- Brasileirão Série A[4]
- Copa de Brasil
- Eurocopa 2024[5]
- Copa América 2024
- UEFA Europa League
- UEFA Conference League
- Copa Mundial de Clubes de la FIFA 2025

### Equipos
| País            | Equipo                |
| --------------- | --------------------- |
| Argentina       | River Plate           |
| Brasil          | Atlético Mineiro      |
| Brasil          | Flamengo              |
| Chipre          | APOEL Nicosia         |
| Chipre          | Apollon Limassol      |
| Chipre          | Omonia Nicosia        |
| Grecia          | Olympiacos            |
| Grecia          | Panathinaikos         |
| Grecia          | PAOK                  |
| Inglaterra      | Aston Villa           |
| Portugal        | Benfica               |
| Portugal        | Porto                 |
| Portugal        | Sporting              |
| República Checa | Viktoria Plzen        |
| Rumania         | FCSB                  |
| Rumania         | Universitatea Craiova |
| Dinamarca       | Brøndby IF            |